# Сергије Лукач
Сергије Лукач (Сарајево, 7. август 1920 — Београд, 5. новембар 2004), често неправилно као Сергеј, био је српски новинар, правник и универзитетски професор.

## Животопис
Рођен у Сарајеву 7. августа 1920. као јединац од мајке Лини Гугисберг, Немице и оца Феодора, Србина, чувенога лекара, доктора, професора и спортисте. Ђед с очеве стране је био шумски инжењер Стeво, рођен у „малом месту крај Карловца у Хрватској, од оца земљорадника (Симо) који је раније био аустријски 'фелвебел' и касније у пензији држао малу трговачку радњу.” Бака му је била Катинка (рођена Поповић) из Славонскога Брода „од оца Стеве Поповића, банко-чиновника и мајке Марије која је рано умрла од ТБЦ плућа.” Добио је име по стрицу, Феодоровом брату који је умро пред сам крај Првог светског рата на фронту. Другога стрица Алексу су му усташе свирепо убиле.

Сергије је одрастао у Мостару: 
Грађански је Мостар играо тенис у шумици црногорице код Северног логора. Инжињерске, директорске, адвокатске и докторске супруге су се досађивале док су мужеви аргатовали. Моја је мајка рођена Гугисберг пила чај са млеком са госпођом Хеди Хлубна-Штајгер, такођер Швајцаркињом и супругом оног незаборавног добричине доктора Драгутина Хлубне који је као и мој отац завршио медицину у Берну. Замислите, две Швајцаркиње у једном Мостару. Понекад је мотоциклистички клуб излазио на излете у благајску Текију на кату или код Џебе на Буни на најбољу пастрмку на свету. У глухој провинцији једва се чуо тутањ чизама Вермахта... 
Студирао је права у Греноблу, Београду, а у Загребу је дипломирао. Из Гренобла се вратио пред почетак Другог светског рата. Када су усташе из Мостара одвеле на стрељање оца Феодора (који је се спасао тако што је с високог гребена скочио у Неретву), мајка га је отпремила одмах за Београд.
У Другом светском рату био је тешко рањен на Сремскоме фронту „кроз десни лакат са повредом зглоба и костију”. Озледе су биле лоше третиране у Београду, па га је отац Феодор морао оперисати у Зрењанину.
На Факултету политичких наука докторирао је о теми „Историја новинарства у Србији“. Био је дугогодишњи је уредник Нина, оснивач Катедре за новинарство на Факултету политичких наука Универзитета у Београду и редовни професор предмета Теорије и технике новинарства. „Студенти су волели Сергијева предавања, његову живост, асоцијативност, мултидисциплинарност, неку врсту ренесансне формуле у којој се спајају умеће, писменост и широка култура, а све то са истраживачком упорношћу и рентгенским осветљавањем позадине.”
Био је познати спортиста, атлетичар, спринтер и тренер у Атлетском савезу Југославије.
Био је велики навијач Југословенског спортског друштва Партизан. „Једном, кад је његов Партизан изгубио од неких Немаца (као по правилу у другом полувремену), у новинарском истраживању дошао је чак до податка да већина првотимаца Партизана у детињству у кући није имала сат.”

Лукач је 1998. године пророчки написао будућност новинарства и Мреже:
Дочекаће нас почетак трећег миленијума са новим техничко-технолошким, електронским, немогућим могућностима телекомуникације и информатике. Према њима данашње чудо Интернет убрзо ће изгледати као фосил из палеолита. Размак између догађаја и извештаја ће се истопити до нуле, а информативни глобализам изгледаће и деци нешто што се подразумева. Новинар ће извештавати брзином светлости, а у торби ће носити електронске меморије о свему и свачему. Биће и жестоке конкуренције!
...
Новинаре ће у XXI веку сачекати још жешћи притисци политичко-привредних силника. Они су одувек тежили да укину право на различитост и уведу монопол своје истине. Најмање желе новинаре који ће бити уста народа намењена ушима владара. Просто је цинично и несхватљиво колико је тиранима стало до доброг јавног мњења. Историјски су те бруталне силе побеђивале у понекој бици, али су на концу, као и свака диктатура лажи, изгубили ратове. Новинарски Гебелси и њихови господари трају кратко.
Његова друга супруга је била знаменита професорка и редитељ Огњенка Милићевић. „Из првог брака има јединицу кћерку која живи удата у Фрајбургу у Швајцарској.” Његова прва супруга, Загрепчанка — с којом је био шест година у браку — умрла је од рака дојке у Француској.
Умро је у петак, петога новембра 2004. године, а кремиран је на Новоме гробљу у Београду.

## Књиге и студије
Лукач је био продуктиван новинар (написао је много новинарских текстова), али никада није волео да објављује књиге и да их пише. Литература из које се учило на ФПН-у била су само предавања, а иза њега су остале само белешке с предавања писане машином за куцање и само за интерну употребу.
- Теорија и техника новинарства: /белешке предавања/ (1979)
- Одрази времена (2007)

## Преводи
- : Искра живота превели Огњенка Милићевић и Сергије Лукач редиговао Ника Милићевић
- Дневник Адама и Еве, Марк Твен ; превео Сергије Лукач ; илустрације Паја Станковић, Импресум: Београд : „Спортска књига“, 1957
- Празник у Риму, Одет Фери ; превели Коља Пајић и Сергије Лукач, Београд, Спортска књига, 1954.
- Gustav Schwab: Бајке из класичне старине : / ; прев. с њемачког Огњенка Милићевић и Сергије Лукач. -